# Cabrières-d'Aigues
Pour les articles homonymes, voir Cabrières.
Cabrières-d'Aigues est une commune française située dans le département de Vaucluse, en région Provence-Alpes-Côte d'Azur.
Ses habitants sont les Cabriérains.

## Géographie
Située au pied sud du Luberon, au niveau de la partie centrale dite du Grand Luberon.

### Communes limitrophes

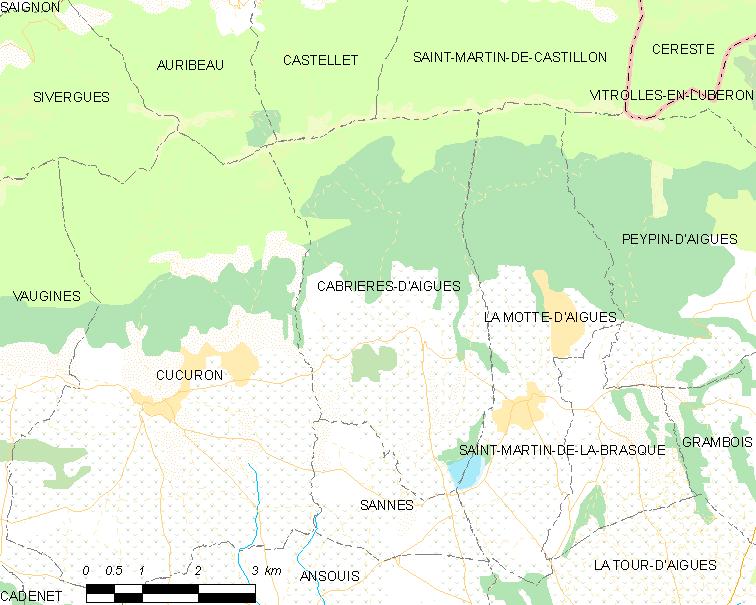
Situation de Cabrières-d'Aigues.

### Voies de communication et transports

#### Services autocars

##### Lignes départementales
Le village est desservi par 1 ligne départementale :
| Ligne | Tracé                                          |
| ----- | ---------------------------------------------- |
| 17.1  | Cabrières-d'Aigues ↔ Pertuis ↔ Aix-en-Provence |

### Sismicité
Les cantons de Bonnieux, Apt, Cadenet, Cavaillon, et Pertuis sont classés en zone Ib (risque faible). Tous les autres cantons du département de Vaucluse sont classés en zone Ia (risque très faible). Ce zonage correspond à une sismicité ne se traduisant qu'exceptionnellement par la destruction de bâtiments.

### Hydrographie
Sur la commune de Cabrières-d'Aigues se situe l'étang de la Bonde, un plan d'eau de 30 ha, dont l'origine remonte au XVe siècle, lorsque le seigneur Fouquet d'Agoult fit construire un aqueduc pour irriguer ses terres. L'étang est donc artificiel, mais il est alimenté par la source du Mirail au pied du Mourre Nègre. La profondeur de l'étang est de 3 à 5 mètres.

### Climat
Pour des articles plus généraux, voir Climat de Provence-Alpes-Côte d'Azur et Climat de Vaucluse.
En 2010, le climat de la commune est de type climat méditerranéen altéré, selon une étude du Centre national de la recherche scientifique s'appuyant sur une série de données couvrant la période 1971-2000. En 2020, Météo-France publie une typologie des climats de la France métropolitaine dans laquelle la commune est exposée à un climat méditerranéen et est dans la région climatique  Provence, Languedoc-Roussillon, caractérisée par une pluviométrie faible en été, un très bon ensoleillement (2 600 h/an), un été chaud (21,5 °C), un air très sec en été, sec en toutes saisons, des vents forts (fréquence de 40 à 50 % de vents > 5 m/s) et peu de brouillards. 
Pour la période 1971-2000, la température annuelle moyenne est de 12,4 °C, avec une amplitude thermique annuelle de 16,7 °C. Le cumul annuel moyen de précipitations est de 745 mm, avec 5,8 jours de précipitations en janvier et 2,8 jours en juillet. Pour la période 1991-2020, la température moyenne annuelle observée sur la station météorologique de Météo-France la plus proche, « Sannes », sur la commune de Sannes à 3 km à vol d'oiseau, est de 13,5 °C et le cumul annuel moyen de précipitations est de 692,8 mm. 
La température maximale relevée sur cette station est de 42,3 °C, atteinte le 28 juin 2019 ; la température minimale est de −14,5 °C, atteinte le 30 décembre 1996,,. 
Les paramètres climatiques de la commune ont été estimés pour le milieu du siècle (2041-2070) selon différents scénarios d'émission de gaz à effet de serre à partir des nouvelles projections climatiques de référence DRIAS-2020. Ils sont consultables sur un site dédié publié par Météo-France en novembre 2022.

## Urbanisme

### Typologie
Au 1er janvier 2024, Cabrières-d'Aigues est catégorisée commune rurale à habitat dispersé, selon la nouvelle grille communale de densité à sept niveaux définie par l'Insee en 2022.
Elle est située hors unité urbaine. Par ailleurs la commune fait partie de l'aire d'attraction de Marseille - Aix-en-Provence, dont elle est une commune de la couronne,. Cette aire, qui regroupe 115 communes, est catégorisée dans les aires de 700 000 habitants ou plus (hors Paris),.

### Occupation des sols
L'occupation des sols de la commune, telle qu'elle ressort de la base de données européenne d’occupation biophysique des sols Corine Land Cover (CLC), est marquée par l'importance des forêts et milieux semi-naturels (52,6 % en 2018), une proportion sensiblement équivalente à celle de 1990 (52,1 %). La répartition détaillée en 2018 est la suivante : 
forêts (51,6 %), cultures permanentes (36,2 %), zones agricoles hétérogènes (8,5 %), zones urbanisées (2 %), milieux à végétation arbustive et/ou herbacée (0,9 %), eaux continentales (0,7 %). L'évolution de l’occupation des sols de la commune et de ses infrastructures peut être observée sur les différentes représentations cartographiques du territoire : la carte de Cassini (XVIIIe siècle), la carte d'état-major (1820-1866) et les cartes ou photos aériennes de l'IGN pour la période actuelle (1950 à aujourd'hui).

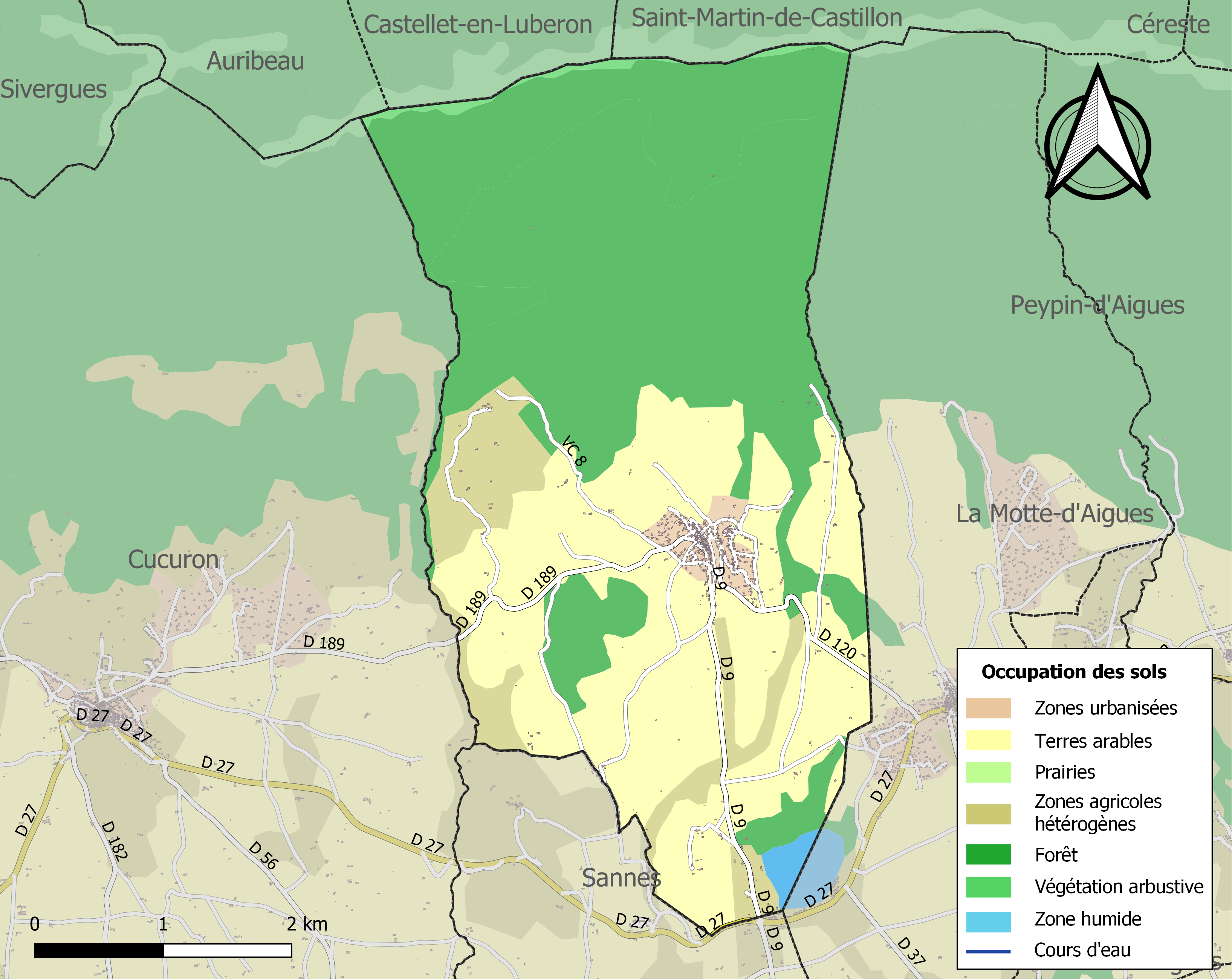
Carte des infrastructures et de l'occupation des sols de la commune en 2018 (CLC).

### Morphologie urbaine

#### Répartition des sols
La répartition des sols de la commune est la suivante (donnée pour un total de) :
| Type d'occupation | Pourcentage | Superficie (en hectares) |
| ----------------- | ----------- | ------------------------ |
| Zones urbaines    | 1,53 %      | 29,16                    |
| Zones agricoles   | 42,82 %     | 817,97                   |
| Zones naturelles  | 55,60 %     | 1 062,00                 |
| Total             | 100 %       | 1 465,97                 |

Les zones naturelles (plus de la moitié du territoire) sont principalement formées par les forêts méditerranéennes couvrant le petit Luberon. Les zones agricoles sont formées de vergers de fruitiers (oliviers, amandiers, etc), des champs de lavandin et des vignes (AOC Côtes du Luberon).

## Toponymie
Lo nom vient de l'occitan provençal Cabriera d'Egues. On y retrouve le mot occitan cabriera « étable ou parc à chèvres », qui vient de cabra, « chèvre », et qui vient lui-même du latin capra. Quatre communes portent le nom de Cabrières en France (Gard, Hérault, Vaucluse).

## Histoire
Le fief de Cabrières relevait du comté de Forcalquier au XIIe siècle. Lorsque ce comté perd son indépendance en 1209, à la mort de Guillaume II, un de ses neveux, Guillaume de Sabran tente de le relever. Après une lutte de dix ans, il passe un accord à Meyrargues le 29 juin 1220 avec Raimond Bérenger IV, comte de Provence et lui aussi héritier du comté de Forcalquier. Par cet accord, la moitié sud du comté, dont Cabrières, lui est donnée. Guillaume de Sabran conserve sa moitié de comté jusqu'à sa mort, vers 1250.
Cabrières-d'Aigues, fait partie des villages vaudois du Luberon.
Le roi René confirma le 13 février 1459 le rattachement de Cabrières-d'Aigues, La Motte-d'Aigues et Villelaure à Pertuis.
À la fin du XVe siècle, des vaudois du Luberon s’installent dans ces montagnes, invités par les seigneurs du lieu, heureux de trouver des paysans pour peupler leurs terres désertes, en leur promettant des exemptions fiscales.
Le village fait ainsi partie de la quarantaine de localités, de part et d'autre du Luberon dans lesquelles s'installent au moins 1400 familles de vaudois des Alpes, soit environ 6 000 personnes, venues des diocèses alpins de Turin et d'Embrun entre 1460 et 1560, selon l'historien Gabriel Audisio. Les deux tiers de ces futurs Vaudois du Luberon sont arrivés entre 1490 et 1520 et la plupart subissent le massacre de Mérindol, qui détruit 24 villages et cause 3000 morts.
À Cabrières-d'Aigues, les 80 familles qui s'installent en 1495 viennent toutes de la vallée de Freissinières où a eu lieu sept plus tôt la Croisade contre les vaudois de 1488 et deux tiers des arrivants à Cabrières figurent sur la liste des habitants de Freissinières alors poursuivis pour hérésie, qui est conservée dans les archives du Parlement de Grenoble. Si l'on prend les 292 patronymes identifiés à Lourmarin, Cabrières-d'Aigues, et les trois villages rejoints en 1505, La Motte-d'Aigues, Saint-Martin-de-la-Brasque et Peypin-d'Aigues, 245 viennent des sites vaudois des Alpes, soit 84%.
Cabrières d'Aigues, en avril 1545, fut incendié sur ordre du Capitaine Paulin de La Garde et du Parlement d'Aix-en-Provence. Les survivants se réfugièrent au hameau de Saint-Jean-de-Robians. Mais l'esprit de la Réforme perdura, et en 1682, les protestants du village furent recensés au nombre de 600.

## Politique et administration

### Liste des maires
| Période                                  | Période        | Identité         | Étiquette | Qualité |
| ---------------------------------------- | -------------- | ---------------- | --------- | ------- |
| mai 1896                                 | mars 1905      | Alix Félician    |           |         |
| mars 1905                                | novembre 1919  | Henri Perin      |           |         |
| novembre 1919                            | mai 1925       | Emile Ripert     |           |         |
| mai 1925                                 | mai 1935       | Fernand Félician |           |         |
| mai 1935                                 | septembre 1944 | Abel Anthouard   |           |         |
| mai 1945                                 | octobre 1947   | Raimon Félician  |           |         |
| octobre 1947                             | août 1956      | Marcel Arnoux    |           |         |
| août 1956                                | mars 1971      | Léonce Arnoux    |           |         |
| mars 1971                                | mars 1995      | Gilbert Plat     | PCF       |         |
| mars 1995                                | janvier 2011   | Claude Favet     | PS        |         |
| janvier 2011                             | En cours       | Geneviève Jean   | PS        |         |
| Les données manquantes sont à compléter. |                |                  |           |         |

### Instances administratives et juridiques
Cabrières-d'Aigues est une des quatorze communes du canton de Pertuis qui totalise 32 492 habitants en 2006. Le canton fait partie de l'arrondissement d'Apt depuis 1801 (sauf de 1926 à 1933 où ce fut Cavaillon) et de la cinquième circonscription de Vaucluse depuis 2010 (avant l'ordonnance no 2009-935 du 29 juillet 2009 elle appartenait à la deuxième circonscription de Vaucluse). Cabrières-d'Aigues fait partie du canton de Pertuis depuis 1801 après avoir fait partie du canton de Cucuron de 1793 à 1801.
Cabrières-d'Aigues fait partie de la juridiction d’instance d’Apt, mais du greffe détaché Pertuis, et de grande instance, de prud'hommale, de commerce et d'affaires de Sécurité sociale d’Avignon.

### Environnement
Collecte et traitement des déchets des ménages et déchets assimilés et protection et mise en valeur de l'environnement dans le cadre de la communauté de communes Luberon-Durance.
La commune, de par la communauté de communes, fait partie du syndicat mixte intercommunautaire pour l'étude, la construction et l'exploitation d'unités de traitement des ordures ménagères de la région de Cavaillon (Sieceutom).
La commune fait partie du syndicat intercommunal à vocations multiples (SIVOM) Durance-Luberon qui est un Établissement public de coopération intercommunale (EPCI) qui regroupe 21 communes des 23 communes (Lourmarin et Vaugines n'en font pas partie) des deux cantons de Pertuis et de Cadenet a pour compétence la distribution de l'eau et l'assainissement. Il a été créé en 1989 par transformation du syndicat intercommunal créé en 1946 mais qui n'avait comme compétence que la distribution de l'eau. Il comprend 42 membres (deux par commune). Son président est Maurice Lovisolo (vice-président du conseil général de Vaucluse). Le prix de l'assainissement est variable dans chaque commune (à cause de la surtaxe communale) alors que celui de l'eau est identique.

### Fiscalité
| Taxe                                                | part communale | Part intercommunale | Part départementale | Part régionale |
| --------------------------------------------------- | -------------- | ------------------- | ------------------- | -------------- |
| Taxe d'habitation (TH)                              | 10,90 %        | 0,19 %              | 7,55 %              | 0,00 %         |
| Taxe foncière sur les propriétés bâties (TFPB)      | 12,00 %        | 0,25 %              | 10,20 %             | 2,36 %         |
| Taxe foncière sur les propriétés non bâties (TFPNB) | 35,06 %        | 0,25 %              | 28,96 %             | 8,85 %         |
| Taxe professionnelle (TP)                           | 00,00 %        | 20,36 %             | 13,00 %             | 3,84 %         |

La Part régionale de la taxe d'habitation n'est pas applicable.
La taxe professionnelle est remplacée en 2010 par la cotisation foncière des entreprises (CFE) portant sur la valeur locative des biens immobiliers et par la contribution sur la valeur ajoutée des entreprises (CVAE) (les deux formant la contribution économique territoriale (CET) qui est un impôt local instauré par la loi de finances pour 2010).

## Population et société

### Démographie
Le recensement de 1826, qui ne serait qu'une réactualisation de celui de 1821, n'a pas été retenu.

Le recensement de 1871 a été, pour cause de guerre, repoussé à l'année 1872.

Le recensement de 1941, réalisé selon des instructions différentes, ne peut être qualifié de recensement général, et n'a donné lieu à aucune publication officielle.

Les résultats provisoires du recensement par sondage annuel réalisé en 2004, 2005 et 2006 selon les communes sont tous, par convention, affichés à 2006.
L'évolution du nombre d'habitants est connue à travers les recensements de la population effectués dans la commune depuis 1793. Pour les communes de moins de 10 000 habitants, une enquête de recensement portant sur toute la population est réalisée tous les cinq ans, les populations de référence des années intermédiaires étant quant à elles estimées par interpolation ou extrapolation. Pour la commune, le premier recensement exhaustif entrant dans le cadre du nouveau dispositif a été réalisé en 2005.

En 2022, la commune comptait 947 habitants, en évolution de −0,53 % par rapport à 2016 (Vaucluse : +1,73 %, France hors Mayotte : +2,11 %).
| 1793 | 1800 | 1806 | 1821 | 1831 | 1836 | 1841 | 1846 | 1851 |
| ---- | ---- | ---- | ---- | ---- | ---- | ---- | ---- | ---- |
| 416  | 464  | 504  | 468  | 487  | 585  | 566  | 503  | 552  |

| 1856 | 1861 | 1866 | 1872 | 1876 | 1881 | 1886 | 1891 | 1896 |
| ---- | ---- | ---- | ---- | ---- | ---- | ---- | ---- | ---- |
| 534  | 548  | 555  | 553  | 515  | 452  | 403  | 373  | 408  |

| 1901 | 1906 | 1911 | 1921 | 1926 | 1931 | 1936 | 1946 | 1954 |
| ---- | ---- | ---- | ---- | ---- | ---- | ---- | ---- | ---- |
| 405  | 419  | 404  | 326  | 311  | 302  | 307  | 300  | 332  |

| 1962 | 1968 | 1975 | 1982 | 1990 | 1999 | 2005 | 2006 | 2010 |
| ---- | ---- | ---- | ---- | ---- | ---- | ---- | ---- | ---- |
| 352  | 415  | 400  | 429  | 532  | 651  | 805  | 819  | 841  |

| 2015 | 2020 | 2022 | - | - | - | - | - | - |
| ---- | ---- | ---- | - | - | - | - | - | - |
| 948  | 959  | 947  | - | - | - | - | - | - |

### Enseignement
Cabrières d'Aigues a une école primaire publique Les Vergers, ensuite les élèves sont affectés au collège Albert-Camus à La Tour-d'Aigues,, puis le lycée Val-de-Durance à Pertuis (enseignement général) ou lycée Alexandre-Dumas à Cavaillon soit lycée Alphonse Benoit à L'Isle-sur-la-Sorgue (enseignements techniques).

## Économie

### Agriculture
- Agriculture (vigne, arbres fruitiers)

La commune produit des vins AOC Luberon. Les vins qui ne sont pas en appellation d'origine contrôlée peuvent revendiquer, après agrément, le label Vin de pays d'Aigues.

### Tourisme
Comme l'ensemble des communes du Luberon, le tourisme joue un rôle, directement ou indirectement, dans l'économie locale.
On peut considérer trois principales sortes de tourisme en Luberon. Tout d'abord, le tourisme historique et culturel qui s'appuie sur un patrimoine riche des villages perchés ou sur des festivals. Ensuite, le tourisme détente qui se traduit par un important développement des chambres d'hôtes, de l'hôtellerie et de la location saisonnière, par une concentration importante de piscines et par des animations comme des marchés provençaux. Enfin, le tourisme vert qui profite des nombreux chemins de randonnées et du cadre protégé qu'offrent le Luberon et ses environs.

## Culture et patrimoine

### Lieux et monuments
- Bas-relief de Cabrières d'Aigues : trouvé au début du XIXe siècle par un agriculteur, Toussaint Guérin, et mis en valeur par un notaire passionné d'archéologie (Me Marc Deydier, 1845-1920). L'original se trouve aujourd'hui au musée Calvet d'Avignon.
- Chapelle des Mille Fleurs : dans le quartier du "château", elle consiste en un sous-sol d'une bâtisse sur l'escalier de laquelle des curieuses plaques de cuivre portant les armoiries de Nîmes sont incrustées.
- Église Saint-Laurent de Cabrières-d'Aigues.
- Église de Saint-Jean (vestiges) : Il s'agirait d'un relais Templier en pleine nature autour duquel s'étendait un cimetière en pleine terre. Des ossements humains (en particulier un crâne) en ont été retirés à flanc de talus. Quant aux pierres de cette chapelle, elles auraient été exportées en Amérique du Nord et quelques vestiges sont encore observables à ce jour.
- Au nord du village le coteau descendant sur le Clos a fait la joie de nombreux enfants qui allaient gratter à flanc de coteau pour découvrir des dents de squale ou des ossements (plus rares) et, bien sûr, des myriades de coquillages (pecten, ostrea, etc.). La réserve naturelle géologique a amené l'interdiction de creuser la falaise.

### Personnalités liées à la commune
- Les Gaussen : la famille Gaussen a donné de grands hommes à la France : un pasteur devenu sur le tard linguiste et professeur de rhétorique (philosophie) pour nourrir sa famille (le pastorat n'étant pas assez lucratif), deux médecins militaires (Charles, mort dans 103e année et son fils Henri, tué à 25 ans au front en 1947 à Hanoï et dont la tombe est au cimetière de Cabrières) et un grand savant, botaniste-biogéographe (Henri Gaussen).

### Héraldique
| Blason de Cabrières-d'Aigues | Les armes peuvent se blasonner ainsi : D'argent à la chèvre saillante de sable. |